# 直立猿人
『直立猿人』（Pithecanthropus Erectus）とは、ジャズ・ベーシストのチャールズ・ミンガス（当時はCharlie Mingus名義）が、1956年にアトランティック・レコードから発表したアルバム、およびその冒頭に収録されている楽曲。

## 解説
ミンガスは自主レーベル『デビュー・レコード』を主宰していたが、経営が困難となり、バンド・リーダーとしてアトランティック・レコードと契約。そして、同社での第一弾となる本作をレコーディング。マイルス・デイヴィスから紹介されたアルト・サックス奏者ジャッキー・マクリーン等、強力なメンバーを集めたクインテットで制作した。ベーシストとしては既に名の通っていたミンガスだが、本作の発表により、作曲家/バンドリーダーとしての才能も広く知れ渡った。
「直立猿人」は、ミンガス自身の説明によれば、「Evolution（進化）」「Superiority Complex（優越感）」「Decline（衰退）」「Destruction（滅亡）」の4部構成の組曲。人類の文明社会を風刺しているとも取れる曲で、ジャズに文学的要素を持ち込んだ曲として、高く評価された。巧みに計算されたテーマ部分と、破壊的な即興演奏が、激しいコントラストを織り成す。
「霧深き日」は、ジョージ・ガーシュウィン作曲のスタンダード・ナンバーだが、本作では、サックスがクラクションのような音を出すなど、前衛的なアレンジが施されている。マイルス・デイヴィスは、1990年のインタビューで、自分も「霧深き日」をレコーディングしようとしたが、ミンガスの演奏が素晴らしかったため、レパートリーにするのをやめたと述懐している。
レコードA面では先進的な作曲・アレンジが目立つが、B面では、ジャッキーが活躍する「ジャッキーの肖像」や、15分近い大作「ラヴ・チャント」で、親しみやすい曲作りも見せている。

## 収録曲
全曲、チャールズ・ミンガス作曲（2曲目以外）
1. 直立猿人 - "Pithecanthropus Erectus" – 10:36
2. 霧深き日 - "A Foggy Day" – 7:50（ジョージ・ガーシュウィン）
3. ジャッキーの肖像 - "Profile Of Jackie" – 3:11
4. ラヴ・チャント - "Love Chant" – 14:59

## パーソネル
- チャールズ・ミンガス - ベース
- ジャッキー・マクリーン - アルト・サクソフォーン
- J.R.モンテローズ - テナー・サクソフォーン
- マル・ウォルドロン - ピアノ
- ウィリー・ジョーンズ - ドラム

### 制作
- トム・ダウド - 録音エンジニア
- ハル・ラスティグ - 録音エンジニア